# E10 (ånglok)
E10 är litterat på ett svenskt trecylindrigt ånglok, med rökskärmar av typ Wagner. Hos SJ omfattade lokserien nr 1739–1748 och beställdes av SJ hos NOHAB i Trollhättan. Loken tillverkades av ASJ Falun och levererades med början 1946. Loken hade fyra drivaxlar, främre tvåaxlig löpboggi och var försedda med treaxlig kartender typ G5. Nr 1739–1743 levererades byggda för koleldning, nr 1744–1748 levererades för oljedrift. Loken byggdes om i olika omgångar för kol- respektive oljeeldning , beroende på drivmedelpriset. Loktypen kom till efter att SJ tagit över HNJ:s lok littera G12 nr 40–45, vilka efter förstatligandet fick SJ Littera E9. Då lokens egenskaper (lågt axeltryck, hög dragkraft, bra gång i spåret) imponerade på SJ, fick de ligga till teknisk grund för E10-loken. Som nylevererade fick flera av E10-loken tjänstgöra på linjerna Storuman-Vilhelmina, Hoting-Storuman och Dorotea-Storuman . Oljeeldningen orsakade flera lokstallsbränder, bland annat i Östersund 1958, där nr 1745 och 1748 brandskadades.

## E10-loken idag
E10-loken var bland de sist levererade ångloken till SJ och således bland de nyaste. De utgjorde en del av krigsberedskapsloken, som avvecklades 1991. Flera av E10-loken finns idag bevarade av olika föreningar i Sverige, nr 1742  ägs av SKÅJ, nr 1745 (tidigare uppstallat hos Orsa Jernvägsförening , men är nu återlämnat till Sveriges järnvägsmuseum) och 1746 av Järnvägsmuseum i Gävle och nr 1747 ägs av SÅS , nr 1748 av Bergslagernas Järnvägssällskap i Göteborg.

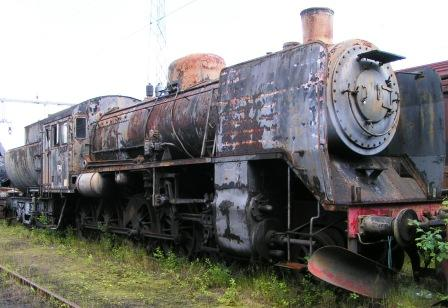
E10 1744 på Grängesbergs malmbangård 2004, efter uttag ur beredskapsreserven